# Tinodes zelleri
Tinodes zelleri är en nattsländeart som beskrevs av Mclachlan 1878. Tinodes zelleri ingår i släktet Tinodes och familjen tunnelnattsländor. Inga underarter finns listade i Catalogue of Life.